# Vladimír Šlajch
Vladimír Šlajch (* 3. září 1955) je český varhanář a restaurátor, vybavený licencí Ministerstva kultury pro všechna slohová období. Svou provozovnu má v Borovanech.

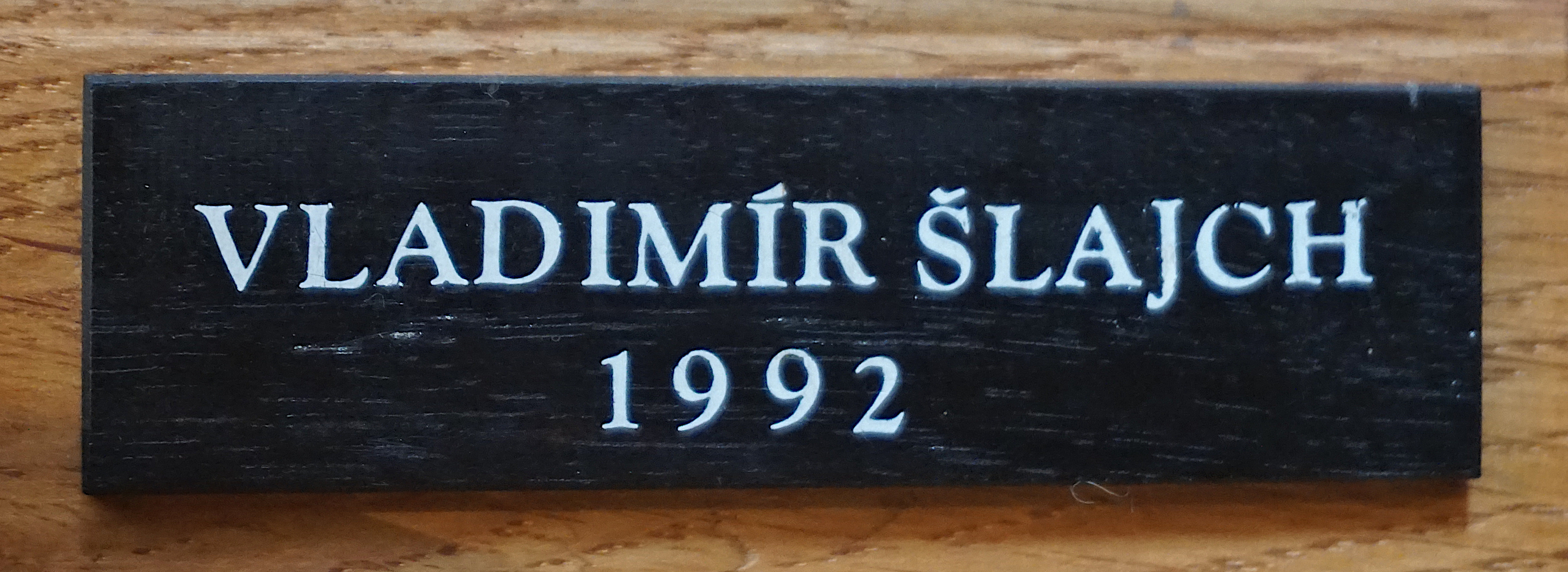

Od roku 1978 (restaurování varhan v Zrcadlové kapli Klementina) se věnuje opravě a obnově historických varhanních nástrojů i stavbě nových mechanických nástrojů. Unikátní jsou mimo jiné jeho rekonstrukce v kostele sv. Šimona a Judy v Praze, ve Zlaté Koruně nebo v Oseku. Mezi jeho nejznámější práce patří celková rekonstrukce a restaurace unikátních plaských varhan. Stavěl i do Rakouska, Německa, Spojených států či Japonska (bohužel již se svojí činností skončil) a řadu jeho nástrojů nahrál svá CD český varhaník Jaroslav Tůma.